# Caleta-La Guardia
Caleta-La Guardia (también llamada La Caleta-Guardia) es una localidad y pedanía española perteneciente al municipio de Salobreña, en la provincia de Granada, comunidad de Andalucía. Está situada en la parte centro-oeste de la comarca de la Costa Granadina. En plena costa mediterránea, cerca de esta localidad se encuentran los núcleos de Monte Almendros, Salobreña capital, El Pargo, Calamedina, Playa Salobreña y Costa Aguilera.

## Demografía
Según el Instituto Nacional de Estadística de España, en el año 2022 Caleta-La Guardia contaba con 683 habitantes censados, lo que representa el 5,47% de la población total del municipio.

### Evolución de la población
| Gráfica de evolución demográfica de Caleta-La Guardia entre 2012 y 2022 |
|                                                                         |
| Datos según el nomenclátor publicado por el INE.                        |

## Turismo
Situada en plena costa del Mediterráneo, esta pedanía salobreñera consta de tres playas que se caracterizan por poseer unas aguas tranquilas y cristalinas, y no estar demasiado frecuentadas; éstas son:
- La playa de la Guardia, bastante extensa, rodeada de cultivos agrícolas, con algunos servicios. Está separada de la playa de la Charca por el peñón de Salobreña.
- La playa del Caletón, que es una pequeña cala aislada con buenos fondos marinos, pero no posee servicios de vigilancia.
- La playa del Cambrón, que es una pequeña playa junto a la zona urbanizada de Torre del Cambrón. El acceso es difícil y no tiene servicios de ningún tipo.

## Comunicaciones

### Carreteras
La principal vía de comunicación que transcurre por esta localidad es:
| Identificador | Denominación               | Itinerario        |
| ------------- | -------------------------- | ----------------- |
| N-340         | Carretera del Mediterráneo | Cádiz - Barcelona |

Algunas distancias entre Caleta-La Guardia y otras ciudades:
| Ciudades  | Distancia (km) |
| --------- | -------------- |
| Salobreña | 2              |
| Motril    | 7              |
| Granada   | 67             |
| Almería   | 115            |
| Jaén      | 157            |
| Murcia    | 333            |

## Cultura

### Monumentos
La Fábrica de Azúcar de La Caleta acoge en su interior un pequeño museo y una maqueta donde se puede observar todo el proceso de transformación de la caña de azúcar.

### Fiestas
Sus fiestas populares se celebran cada año la segunda semana de julio en honor a la patrona de la localidad, la Virgen del Carmen.